# 天清院
天清院（てんせいいん）は、岐阜県大垣市赤坂町にある、阿弥陀如来を本尊とする浄土宗の寺院である。山号は青蓮山。西美濃三十三霊場20番札所である。呑龍大士を祀っていることで知られる。
もとは安八郡柳瀬にあった創建年寺不詳の正蓮寺という寺であったと伝わる。寛文12年（1612年）に大垣藩主戸田氏信が、三男の戸田氏親を弔うために大垣円通寺5世の法蓮社伝誉上人春花如泡を招き、洪水の恐れの少ない現在地に移転して創建された。戸田家ゆかりの寺として、それ以降も大垣藩より保護を受け、諸役を免除されている。明治15年（1882年） に金戒光明寺の梁誉上人から呑龍像を寄進された。以降は呑竜を祀る呑竜閣を設け、子育てに霊験のある寺院として崇敬されている。毎年4月には呑龍像が開帳され、呑龍大士御会式として法要が営まれる。
「子育て呑龍さん」として、県内外から親子連れが多く訪れる。